# Patricia Fazan
Patricia Fazan é uma jornalista, apresentadora e ativista social brasileira. Atualmente, trabalha como apresentadora no programa É de Casa da TV Globo, onde lidera o quadro Promessas, dedicado à música gospel. Patricia também é a idealizadora do Movimento Delas, uma iniciativa voltada para o empoderamento feminino de mulheres em comunidades carentes.

## Biografia
Patricia nasceu em São Paulo, em 09 de Abril de 1974. Vinda de uma família humilde, Patricia enfrentou vários desafios até se consolidar como uma importante figura do jornalismo brasileiro. Desde o início de sua carreira, trabalhou em emissoras como a RedeTV! e a Record TV, antes de chegar à TV Globo, onde se destacou no jornalismo voltado para temas de fé e empoderamento social.

## Carreira

### TV Globo e quadroPromessas
Patricia iniciou sua trajetória na TV Globo em 2011, onde atualmente é uma das repórteres do programa matinal É de Casa. No quadro Promessas, ela aborda temas relacionados à música gospel e histórias de fé, dando voz a artistas e pessoas ligadas à cultura cristã. A iniciativa de integrar o gospel no programa enfrentou resistência no início, mas se consolidou com o tempo graças à persistência de Patricia e sua equipe.

### Movimento Delas
O Movimento Delas, criado por Patricia Fazan, é uma iniciativa social focada no empoderamento feminino, especialmente em comunidades carentes de São Paulo, como o Jabaquara, que abriga cerca de 70 favelas. O projeto oferece capacitação profissional, assistência à saúde física e mental, além de promover eventos que discutem temas como violência doméstica, saúde da mulher e empreendedorismo feminino.
O movimento já realizou diversos eventos, incluindo um encontro ao lado do Museu Ipiranga, em maio de 2024, que contou com a participação de figuras influentes da televisão brasileira, como Patrícia Poeta, Ana Hickmann e Silvia Abravanel.

### Atuação internacional
Patricia também atua como Embaixadora Humanitária de uma ONG na Flórida, Estados Unidos, levando o impacto do Movimento Delas para o cenário internacional. Seu objetivo é conectar madrinhas e patrocinadores de várias partes do mundo para apoiar essas mulheres em situação de vulnerabilidade.

## Impacto Social
O Movimento Delas tem realizado ações contínuas nas comunidades paulistas, como a distribuição de kits de higiene, cestas básicas e o acesso a telemedicina para mulheres e crianças. Patricia acredita que o projeto representa um compromisso duradouro com o empoderamento feminino e o desenvolvimento das famílias carentes.

## Prêmios e Reconhecimentos
Patricia já recebeu diversos prêmios por sua atuação social e por seu trabalho no jornalismo, sendo reconhecida tanto no Brasil quanto internacionalmente por seu impacto positivo nas comunidades.

## Ligações Externas
- Patricia Fazan no Instagram
- Site oficial do Movimento Delas
- Reportagem na Caras sobre Patrícia Fazan
- Reportagem na Notícias da TV sobre Patrícia Fazan
- Reportagem na Contigo sobre o desaparecimento de Patrícia Fazan do Encontro
- Reportagem da Editora Juma sobre o Movimento Delas
- Reportagem na Nidde Digital sobre o evento do Movimento Delas em São Paulo
- Reportagem no Cartão de Visita News sobre o Movimento Delas e suas atividades
- Reportagem no O Otimista sobre o Movimento Delas
- Reportagem no O Globo sobre a participação de Patrícia Fazan na novela "Vai na Fé"
- Reportagem na Tela Viva sobre o podcast "Promessas", o primeiro gospel no Globoplay
- Reportagem no iG sobre a cobertura de Patrícia Fazan na Marcha para Jesus
- Reportagem no Ego Brazil sobre o evento de Patrícia Fazan
- Reportagem no Gospel Mais sobre a jornada de Patrícia Fazan e sua fé na TV
- Reportagem no Portal do Trono sobre Patrícia Fazan falando de Deus em rede nacional